# Adilson Kindlemann
Adilson Kindlemann (Registro, 4 de maio de 1973) é um piloto de linha aérea com mais de 11.000 horas de voo, e que já realizou aproximadamente 700 horas de voo em aviões leves. Dedica-se à acrobacia desde 1991.

## Carreira
De origem alemã, fez seu primeiro voo aos 15 anos de idade, acumulou experiência em dezenas de aeronaves, tanto em acrobacia clássica como em acrobacia de competição, conquistando primeiros lugares nas categorias esporte, intermediária e avançada. Foi três vezes campeão brasileiro na categoria Ilimitada nos anos de 2001, 2002 e 2003. Reconhecido pelos inúmeros shows no Brasil, foi condecorado Membro Honorário da Força Aérea Brasileira.
Ao longo de sua carreira, aprimorou seu talento e técnica com instrutores reconhecidos mundialmente, como o russo Sergei Boriak, o alemão Klaus Schrodt e os franceses Catherine Maunoury e Patrick Paris.
Trabalhando desde 2007 para conquistar sua vaga no Red Bull Air Race, quando se apresentou para 1 milhão de pessoas no encerramento da etapa brasileira do campeonato, Kindlemann participou ainda do Campeonato Europeu na República Checa, em 2008, e do Campeonato Mundial em 2009, em Silverstone, Inglaterra.
Convidado a participar do Red Bull Air Race Qualification Camping em Cassarubios, Madrid, conquistou sua Super licença em outubro de 2009. Fez sua estreia em 2010 na maior competição de esportes aéreos do mundo, a Red Bull Air Race, sendo o primeiro piloto sulamericano a conquistar uma vaga no campeonato.
A equipe Kindlemann Air Racing, da qual Adilson é piloto e proprietário, fez sua tão esperada estreia na corrida aérea em 27 de março de 2010, em Abu Dhabi, e a cada voo nos céus do Emirado Árabe, o piloto brasileiro conseguia melhores resultados.
A segunda etapa da competição foi realizada em Perth, na costa oeste da Austrália, no mês de abril. Adilson chegou confiante a cidade australiana, porém durante a primeira sessão de treinos, um incidente com a aeronave que pilotava o afastou do restante do campeonato. Um stall aerodinâmico fez com que seu MXS-R se chocasse com o Rio Swan. Ele foi capaz de corrigir e nivelar as asas antes do toque com a água, mas infelizmente após o contato, a aeronave capotou. Adilson não se feriu e foi resgatado em poucos minutos.
Desde o incidente, o piloto brasileiro tem sido ativo em sua busca para voltar ao esporte.
Inicialmente, Kindlemann esperava retornar a corrida aérea na etapa européia da competição, para as três últimas corridas de 2010. No entanto, juntamente com o comitê da Red Bull Air Race, anunciou que sua volta está prevista para 2011.